# Hellevoetsluis
Hellevoetsluis és un municipi de la província d'Holanda del Sud, al sud dels Països Baixos. L'1 de gener del 2009 tenia 39.779 habitants repartits sobre una superfície de 46,14 km² (dels quals 14,6 km² corresponen a aigua).

## Ajuntament
- PvdA 8 regidors
- Inwonersbelang Hellevoetsluis 7 regidors
- VVD 6 zetels
- GroenLinks 3 regidors
- CDA 2 regidors
- Lijst Van Balen 1 regidors